# Bruce Topping
Bruce Melvill Topping (* 25. Juli 1968 in Bulawayo, Rhodesien) ist ein nordirischer Badmintonspieler. Er startet jedoch für Irland, da dieses die gesamte irische Insel im Welt-Badminton vertritt. Lediglich bei den Commonwealth Games tritt ein separates nordirisches Team an.

## Karriere
Bruce Topping gewann 1993 erstmals die gesamtirischen Meisterschaften. 15 weitere Titel folgten in seiner weiteren Laufbahn. 2004 siegte er bei den Lithuanian International und den Cyprus International. 1994, 1998, 2002 und 2006 startete er bei den Commonwealth
Games.

## Sportliche Erfolge
| Saison | Veranstaltung            | Disziplin    | Platz | Name                             |
| ------ | ------------------------ | ------------ | ----- | -------------------------------- |
| 1993   | Irische Meisterschaft    | Mixed        | 1     | Bruce Topping / Ann Stephens     |
| 1994   | Irische Meisterschaft    | Herrendoppel | 1     | Bruce Topping / Michael O’Meara  |
| 1994   | Irische Meisterschaft    | Herreneinzel | 1     | Bruce Topping                    |
| 1994   | Irische Meisterschaft    | Mixed        | 1     | Bruce Topping / Ann Stephens     |
| 1995   | Irische Meisterschaft    | Herreneinzel | 1     | Bruce Topping                    |
| 1995   | Irische Meisterschaft    | Herrendoppel | 1     | Bruce Topping / Michael O’Meara  |
| 1995   | Irische Meisterschaft    | Mixed        | 1     | Bruce Topping / Ann Stephens     |
| 1996   | Irische Meisterschaft    | Mixed        | 1     | Bruce Topping / Claire Henderson |
| 1997   | Irische Meisterschaft    | Mixed        | 1     | Bruce Topping / Ann Stephens     |
| 1997   | Irische Meisterschaft    | Herrendoppel | 1     | Bruce Topping / Michael O’Meara  |
| 1998   | Irische Meisterschaft    | Mixed        | 1     | Bruce Topping / Jayne Plunkett   |
| 1998   | Irische Meisterschaft    | Herrendoppel | 1     | Bruce Topping / Michael O’Meara  |
| 1999   | Irische Meisterschaft    | Mixed        | 1     | Bruce Topping / Jayne Plunkett   |
| 2000   | Irische Meisterschaft    | Herrendoppel | 1     | Bruce Topping / Mark Topping     |
| 2000   | Irische Meisterschaft    | Mixed        | 1     | Bruce Topping / Jayne Plunkett   |
| 2003   | Irische Meisterschaft    | Herrendoppel | 1     | Bruce Topping / Mark Topping     |
| 2004   | Lithuanian International | Herrendoppel | 1     | Bruce Topping / Mark Topping     |
| 2004   | Irische Meisterschaft    | Herrendoppel | 1     | Bruce Topping / Mark Topping     |
| 2004   | Cyprus International     | Herrendoppel | 1     | Bruce Topping / Mark Topping     |